# Jan Steciuk
Jan Steciuk – polski bokser amatorski, brązowy medalista mistrzostw Polski (1989) w kategorii papierowej.

## Kariera amatorska
Dziewięciokrotnie startował na mistrzostwach Polski w wadze papierowej. Jedyny swój medal zdobył w 1989 roku podczas mistrzostw Polski w Łodzi. W ćwierćfinale pokonał reprezentanta Wisły Kraków Kazimierza Ejzenberga a w półfinale przegrał z wielokrotnym mistrzem Polski Henrykiem Pielesiakiem. 
Ośmiokrotnie dochodził do ćwierćfinałów mistrzostw Polski w roku 1982, 1983, 1984, 1985, 1986, 1987, 1990 oraz 1991.